# Monte Cadelle
Il Monte Cadelle (2.483 m s.l.m.) è una montagna delle Alpi Orobie Occidentali, al confine tra le province di Bergamo e Sondrio.
È situato a nord dell'abitato di Foppolo (Val Brembana), ed è una delle vette che sovrastano la conca dei Laghi di Porcile e del Passo Tartano; più specificatamente si trova tra il Passo Porcile e il Passo Dordona. Si presenta da nord come una bella piramide con creste rocciose, mentre il versante sud (dove si sviluppano i sentieri di salita più battuti) è erboso e con pendenze più lievi.

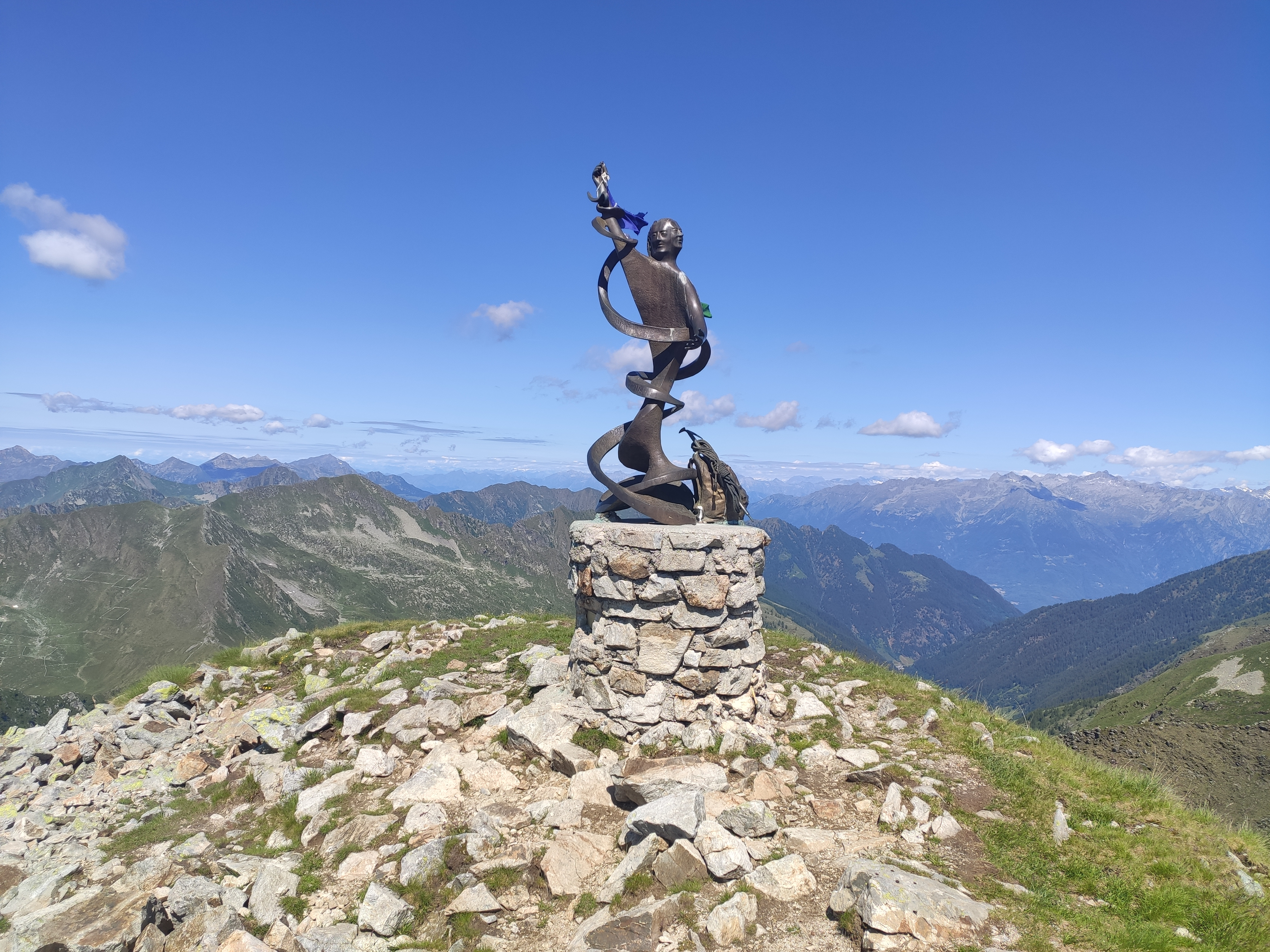
La statua posta sulla vetta

Sulla cima è presente una statua dell'Arcangelo Gabriele eretta in ricordo delle vittime dell'alluvione della Valtellina del 1987, caratterizzata da tre facce rivolte rispettivamente verso Val Brembana, Val Tartano e Val Madre. Nelle giornate terse da qui si può godere di un panorama che spazia dai sottostanti Laghi di Porcile a innumerevoli vette orobiche (Redorta, Diavolo di Tenda, Corno Stella, Cabianca, conca dei Laghi Gemelli, Arera, Pegherolo, Cavallo, Tre Signori, Legnone), fino alle Alpi Retiche (Badile, Cengalo, Disgrazia, Bernina, Scalino, Gruppo dell'Ortles-Cevedale).

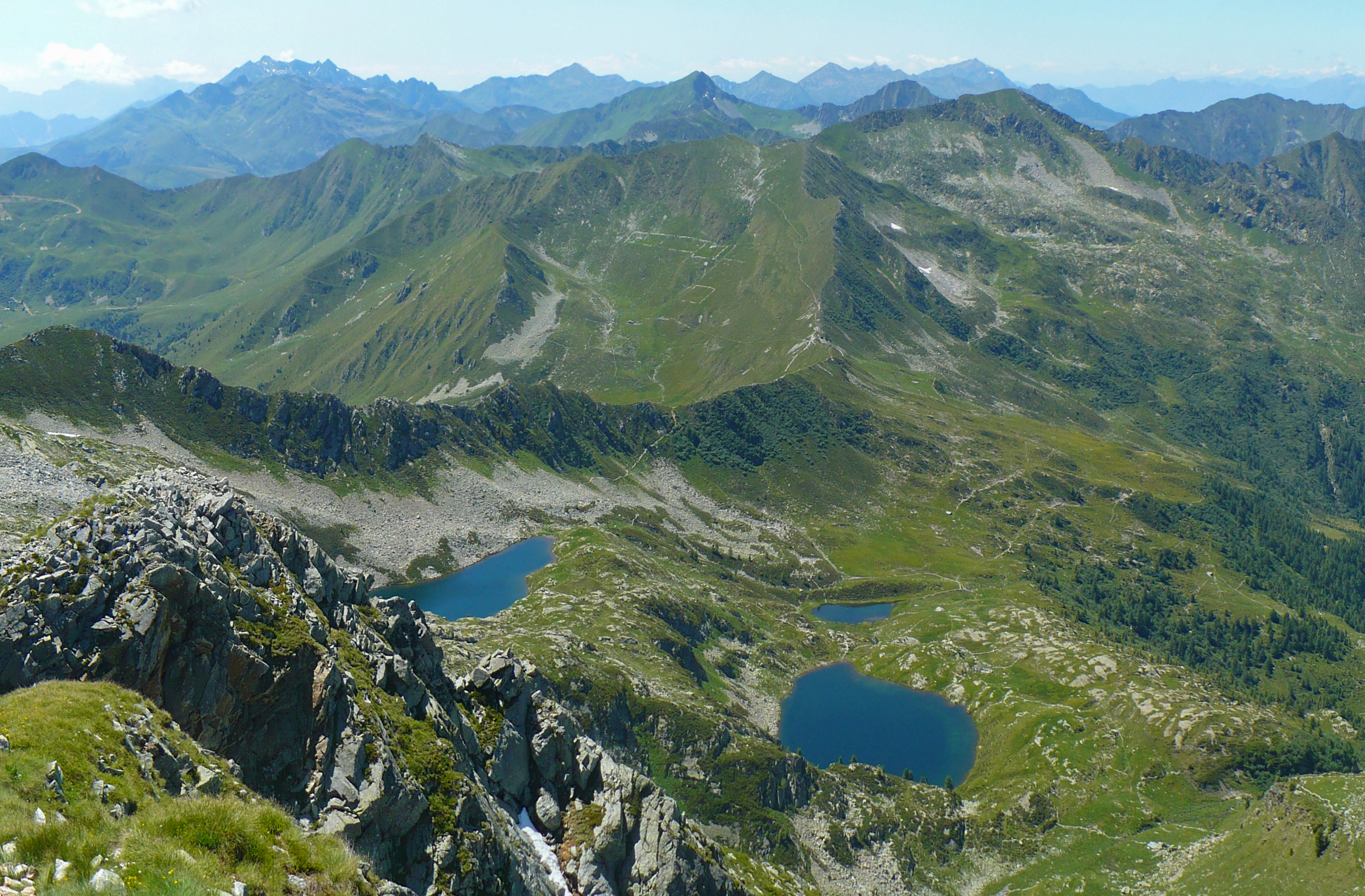
I Laghi di Porcile visti dalla cima del Cadelle

## Accessi
Il Cadelle è raggiungibile sia dalla Val Brembana che dalla Valtellina, sempre tramite sentieri escursionistici (difficoltà E).
Partendo da Foppolo (BG) si segue il sentiero 201 per il Passo Porcile, che inizia dalla frazione Piano. Si supera un laghetto e nei pressi della Baita Cadelle si lascia il sentiero per seguire a destra una traccia segnalata da ometti che prende velocemente quota alternando tratti pietrosi ed erbosi, e che conduce in vetta dopo circa 2 ore dalla partenza.
Si può alternativamente partire da San Simone, frazione di Valleve (BG). Si prende il sentiero 101 che conduce al Passo Tartano, e da lì si scende nel versante valtellinese per raggiungere i Laghi di Porcile. Si sale poi su pietraie al Passo Porcile, lo si attraversa e si prende a sinistra una traccia che porta in cima, collegandosi nell'ultimo tratto con quella che sale da Foppolo. In questo caso sono necessarie circa 3,15 ore di cammino.
È possibile salire la montagna anche dalla provincia di Sondrio, partendo da Arale, nel comune di Tartano. Si segue il sentiero che risale la Val Lunga, passando dall'Alpe Porcile e deviando poco dopo a sinistra, in direzione dei Laghi di Porcile. Una volta raggiunti i laghi, il tracciato è in comune con l'itinerario precedente. Per questo percorso la tempistica è di circa 3,30 ore.
Volendo seguire un itinerario tecnicamente più impegnativo, c'è la possibilità di percorrere la cresta S-W che dal Passo Porcile conduce in vetta, che presenta alcuni delicati passaggi su roccette.